# 代夫雷克

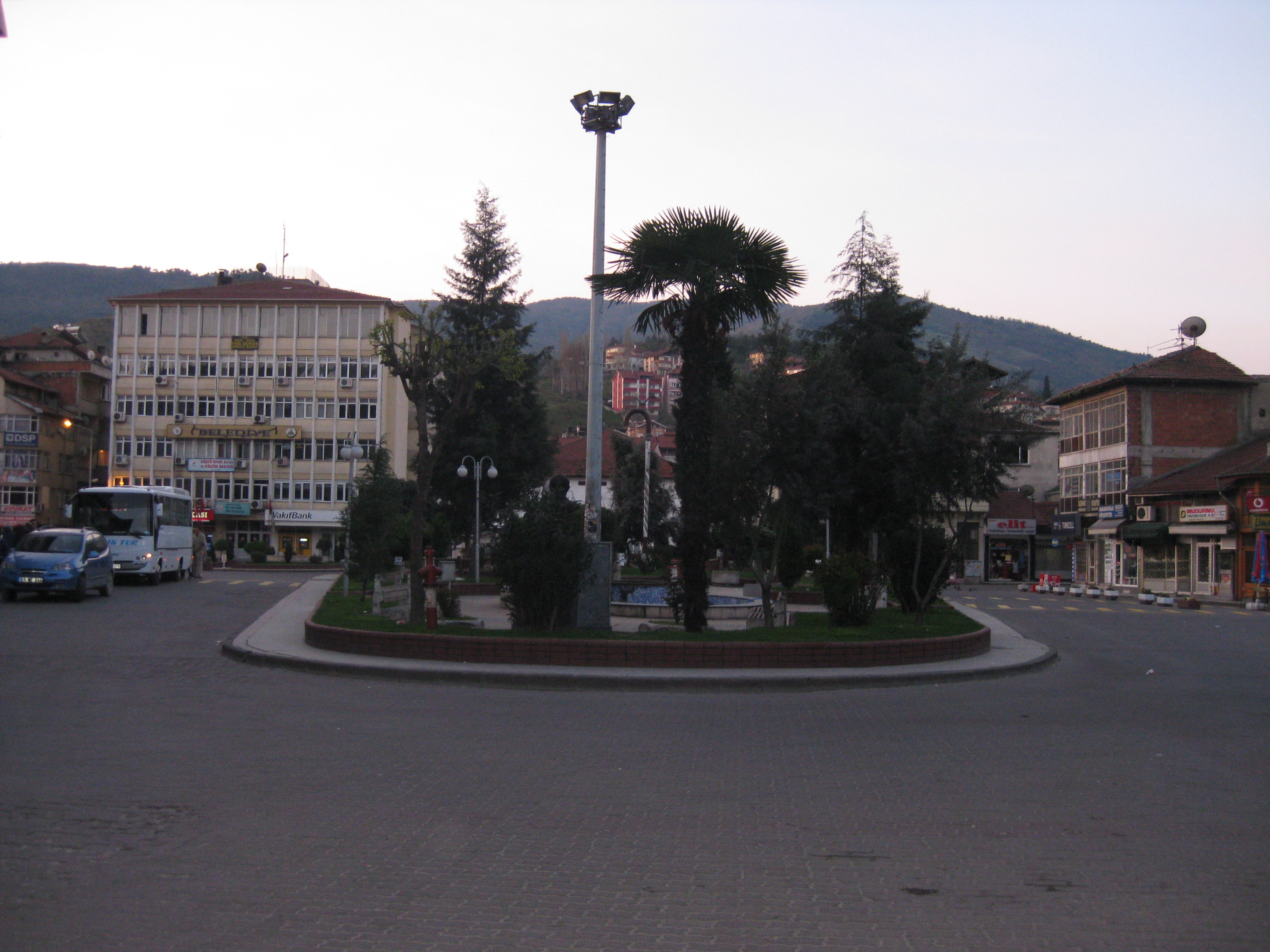
Devrek square

代夫雷克（土耳其語：Devrek）是土耳其的城鎮，由宗古爾達克省負責管轄，位於該國北部，距離首府宗古爾達克56公里，面積935平方公里，海拔高度25米，2008年人口23,654。

## 友好城市
代夫雷克與以下城市是友好城市：
- 阿魯阿，烏干達
- 貝蒂奧島，基里巴斯
- 莫洛尼，喀麥隆

## 外部連結
- District governor's official website（页面存档备份，存于） （土耳其文）